# Adonirubine
L'adonirubine ou phoénicoxanthine est un composé de la famille des caroténoïdes. C'est un précurseur pour la formation de l'astaxanthine.